# Packhof (Münden)

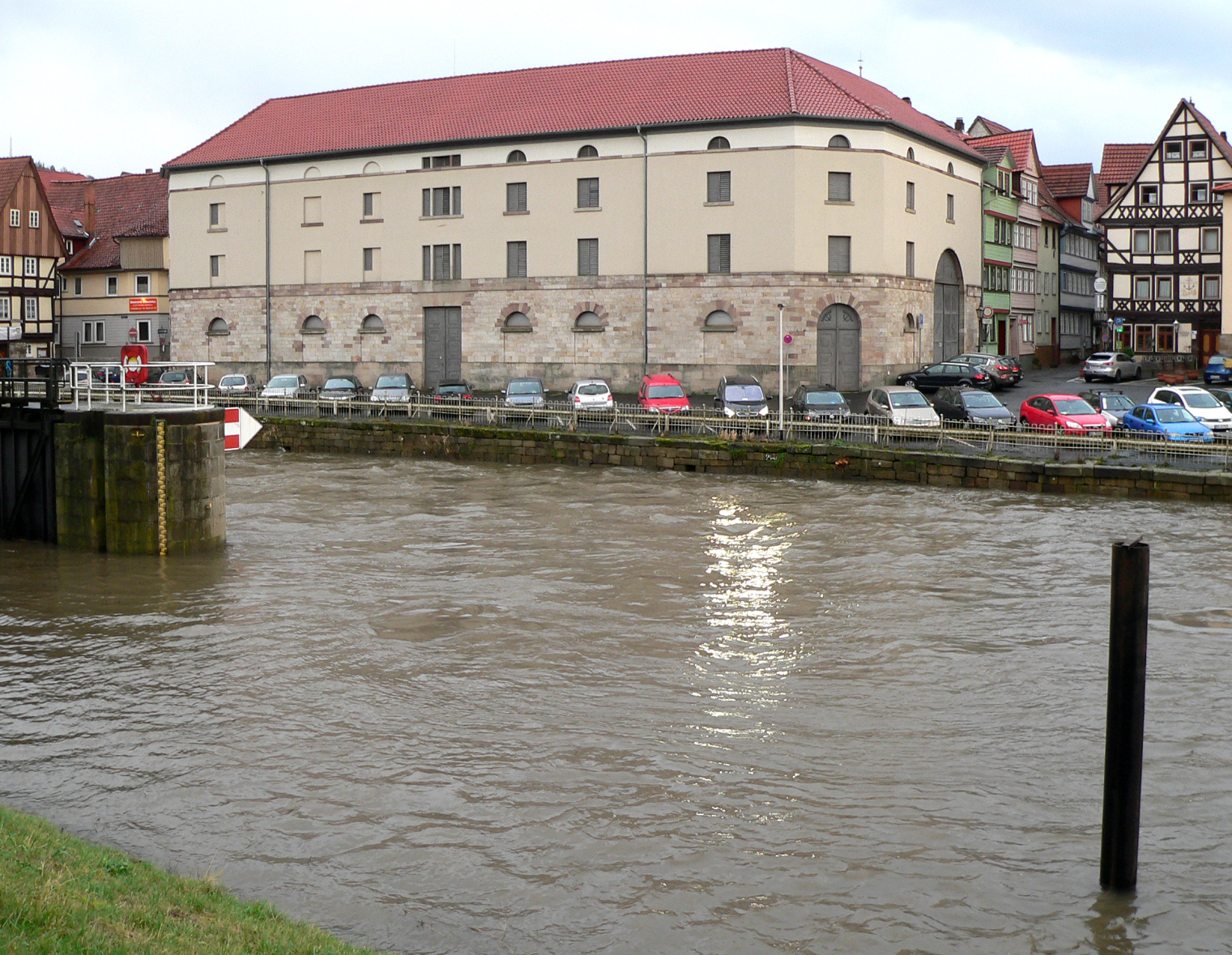
Blick vom Doktorwerder über die Werra zum Packhof

Der Packhof ist ein 1840 errichteter Packhof in Hann. Münden in Südniedersachsen. Er diente gemeinsam mit dem nahe gelegenen Alten Packhof während des 19. Jahrhunderts der Lagerung von Waren des Fernhandels über die Flüsse Fulda, Weser und Werra. Der denkmalgeschützte Packhof liegt am Ufer der Werra an der Wanfrieder Schlagd. Heute wird er für kulturelle Veranstaltungen, wie Theateraufführungen, genutzt.

## Beschreibung

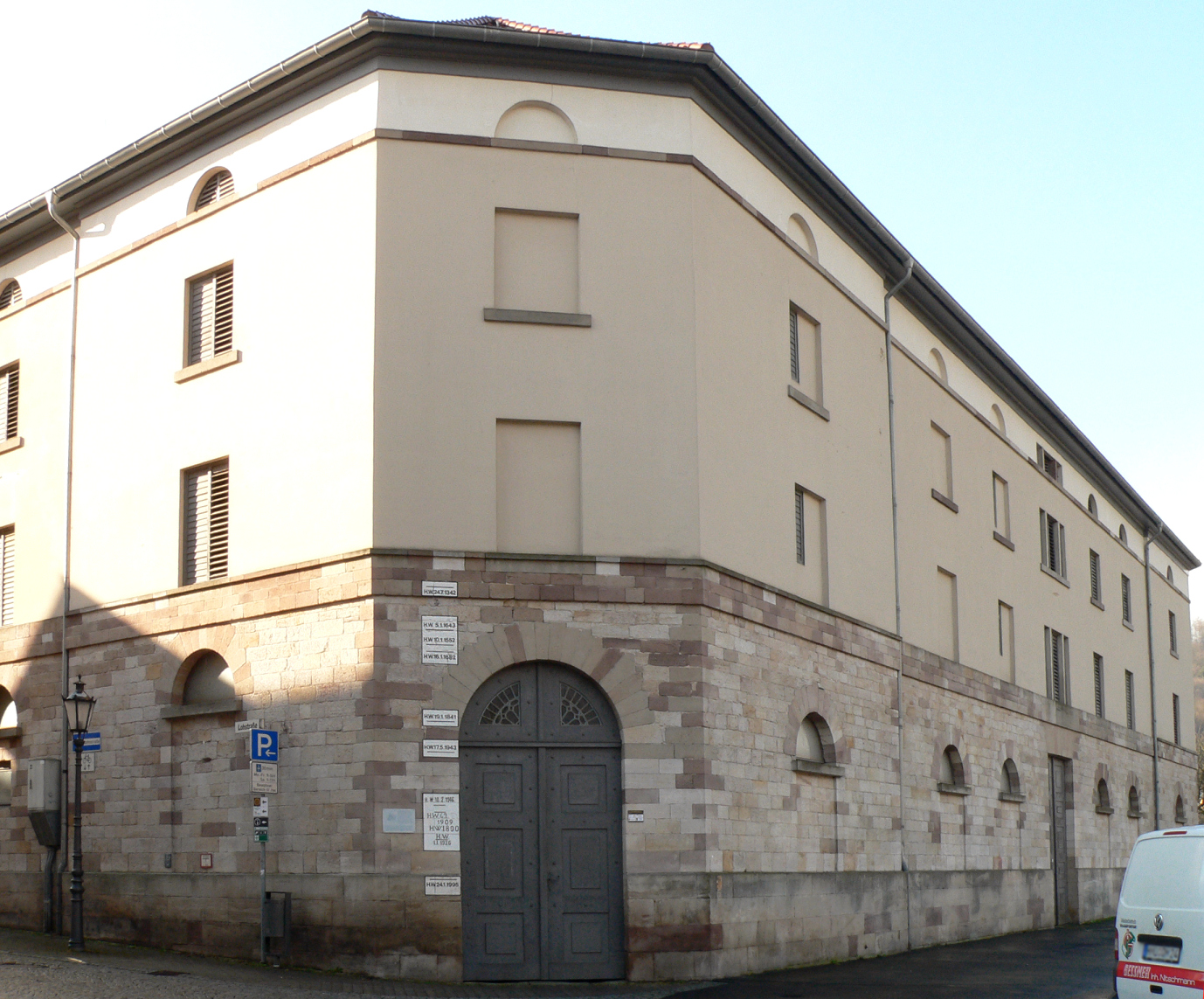
Einer der seitlichen Portaleingänge des Packhofs mit Hochwassermarken

Der Packhof ist ein zweiflügeliges Gebäude mit dreieinhalb Geschossen, das in der Nordwestspitze des historischen Altstadtkerns von Hann. Münden steht. Der Bau mit seiner 40 Meter langen Fassade hebt sich durch seine Ausmaße stark von der umgebenden Bebauung mit kleinteiligeren Fachwerkhäusern ab. Der Packhof riegelt mit seinem blockhaft wirkenden Baukörper die Altstadt nach Norden ab. Die Fassaden des im klassizistischen Stil gestalteten Gebäudes sind schlicht gehalten. Während das Sockelgeschoss aus Werkstein (Sandstein) besteht, sind die darüber liegenden Geschosse in verputztem Ziegelmauerwerk ausgeführt. Das Gebäude verfügt über drei hölzerne Eingangsportale zur Flussseite. An den beiden Seitenflügeln des Gebäudes gibt es jeweils ein 6 Meter hohes Einfahrtstor aus Holz, die zum Innenhof führen. Die Geschosse im Inneren sind eine Ständerkonstruktion aus Fichtenholz, deren maximale Deckenlasten auf 400 kg/m² ausgelegt sind.
Die Schiffsfracht wurde an der Schlagdspitze mithilfe eines Krans von Bord der anlegenden Schiffe abgeladen und mit Wagen in den früher überdachten Hof des Packhofs gefahren, wo der gesamte Ladeverkehr erfolgte. Dort befindet sich heute der Nachbau eines hölzernen Lastkrans. Er diente früher dem Abladen der Ware von den Wagen. Die Waren wurden dann mit Handwinden zu den Ladeluken des Packhofs hochgezogen.

## Geschichte

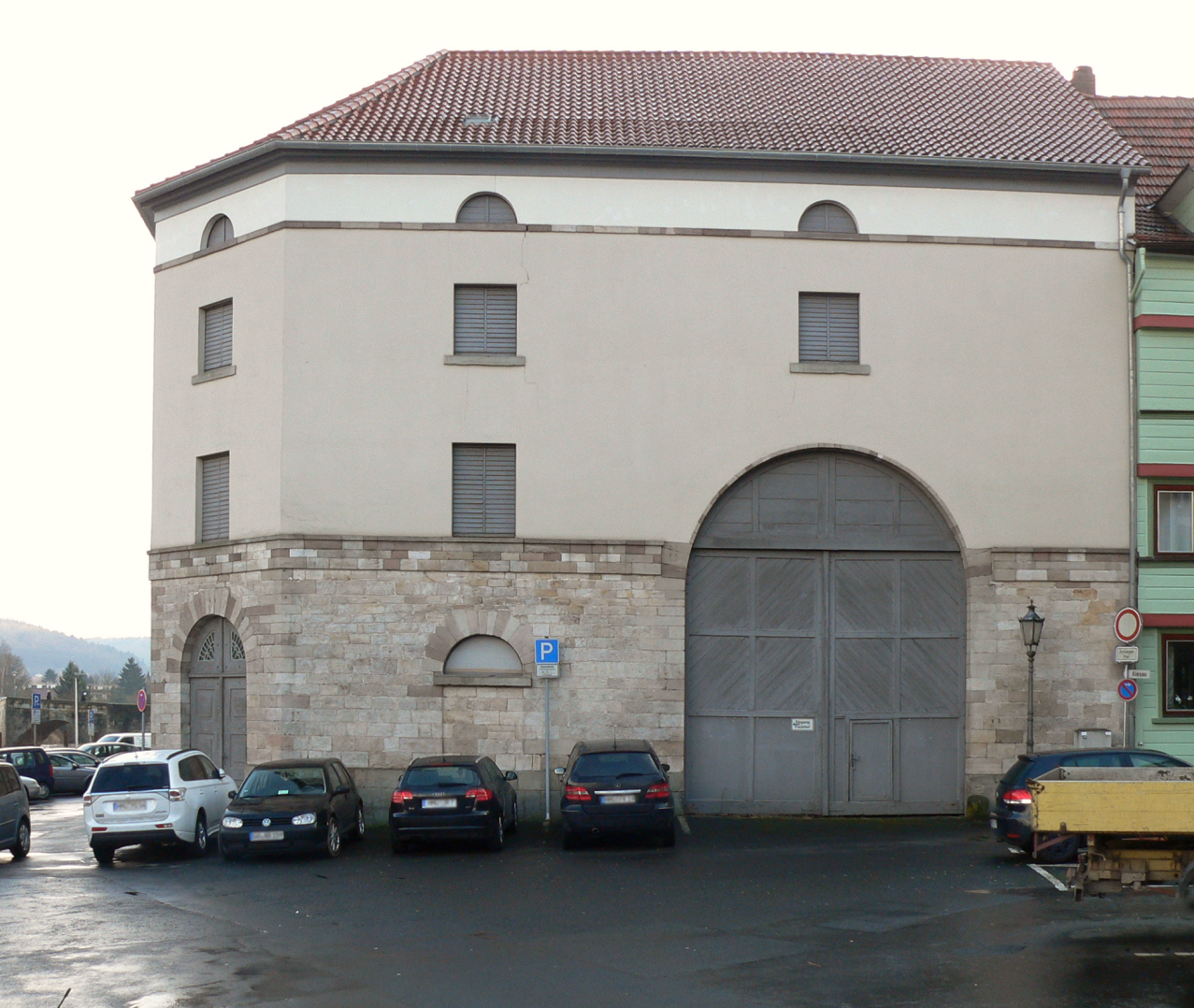
Hohes Seitentor des Packhofs

Zuerst ließ die Stadt Münden 1837 den Alten Packhof an der Bremer Schlagd erbauen. 1838 beschloss die Stadt, ein weiteres und wesentlich größeres Lagerhaus zu erbauen. Der Bau der Lagerhäuser stand im Zusammenhang mit der Aufhebung des Mündener Stapelrechts durch die Weserschifffahrtsakte von 1823. Bereits 1814 wurde die zum Königreich Hannover gehörende Stadt zum Zollausland erklärt und genoss bis 1838 Zollfreiheit. Danach mussten zollfreie Waren in einem Packhofgebäude als Zollfreigebiet gelagert werden. Zum Bau des Packhofs ließ die Stadt Münden 1838 mehrere Wohnhäuser, zwei Stadttore und ein Stück Stadtmauer der mittelalterlichen Stadtbefestigung Münden abreißen. Vor dem Packhofsgebäude wurde an der Schlagdspitze ein gusseiserner Kran zum Be- und Entladen der Schiffe aufgestellt.
Mit dem Aufkommen der Eisenbahn, die 1856 als Hannöversche Südbahn die Städte Kassel und Hannover verband, war der Binnenschifffahrtsverkehr in Münden rückläufig und die Bedeutung des Packhofes sank. Als 1873 die Schifffahrt auf der Werra zum Erliegen kam, wurde der Packhof nur noch bis 1880 als Lagerhaus genutzt. Seither stand er überwiegend leer, vor allem seit 1905, als die Schlagden als Schiffsanlegestellen aufgegeben wurden. Danach lief der Frachtverkehr über die 1906 neu errichtete Weserumschlagstelle. Die von der Stadt Münden aufgenommenen Kredite von 50.000 Taler zum Bau der Packhofbauten waren erst 1918 abgetragen. Ihr Bau gilt als die größte finanzielle Fehlentscheidung der Stadt.